# Krympande stad

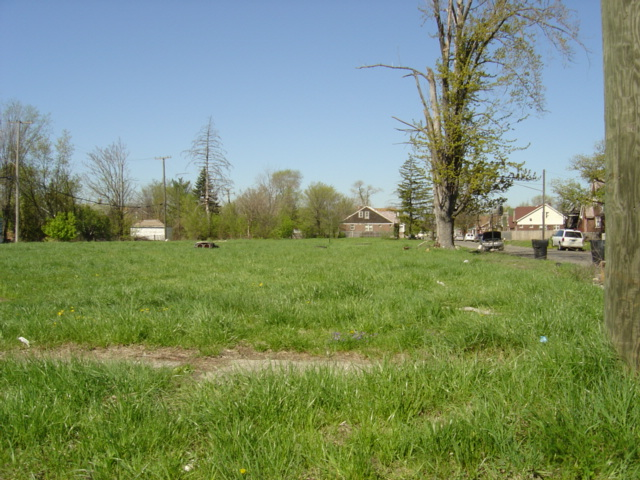
I centrala Detroit har stora delar av staden förvandlats till stadsprärie (foto från 2006).

Krympande städer (tyska Schrumpfende Städte) är ett begrepp inom stadsplaneringen rörande städer där befolkningen minskat dramatiskt och för de åtgärder som vidtas för att utveckla staden efter nya förutsättningar. 
Begreppet användes tidigt i Tyskland, där man sedan 1990-talet brottats med problematiken kring befolkningsminskning, framför allt i städer i det forna Östtyskland. Nya samarbeten har inletts mellan olika parter och genom ett statligt åtgärdsprogram försöker man omvandla städerna, med fokus på de bostadsområden som byggdes under 1960- och 1970-talen i DDR. Man har till exempel tagit bort flera våningar av gamla betonghöghus (ty. Plattenbauten) och på så sätt anpassat områdena till en mindre befolkning. Man försöker även på olika sätt göra mindre och mer dynamiska stadsdelar av större områden och på så sätt göra områdena mer attraktiva på bostadsmarknaden. 
Projekt rörande krympande städer har bland annat genomförts i Detroit, Manchester, Liverpool, Ivanovo, Halle och Leipzig. Staden Detroits befolkning har sedan mitten av 1900-talet minskat till en tredjedel, både genom utflyttning till förorter och på grund av den amerikanska bilindustrins kris, och rivningar av hus har förvandlat stora delar av centrum från villaområden till så kallad stadsprärie. På många av de övergivna tomterna har istället småskalig odling etablerats.
Även i Sverige finns liknande problem med tätorter där befolkningen minskar.